# 江华温水里圣公会圣堂
江华温水里圣公会圣堂（韓語：강화 온수리 성공회성당）是韩国的一座韩国风格的早期基督教堂建筑。
该建筑由当时的英国籍圣公会主教Mark N. Trollope建于1906年，为韩国传统木结构建筑，正面3间，侧面9间，中央为两层钟楼。屋顶为八角形屋顶。
该建筑于2003年10月27日列为有形文化财产。2002年2月4日，教堂旁边的牧师楼被列为仁川广域市有形文化财产第41号。2004年，在韩式教堂的旁边，新建了一座教堂。